# Classe Pensacola
La classe Pensacola est la première classe de croiseurs de l'United States Navy construits conformément aux stipulations du Traité de Washington de 1922, limitant le déplacement à un maximum de 10 000 tonnes anglaises et le calibre à un maximum de 203 mm pour l'artillerie principale. La disposition de cette dernière en deux groupes de deux tourelles où les plus lourdes (triples) sont superposées à des tourelles doubles est absolument unique.
Les deux croiseurs de la classe ont survécu à la guerre du Pacifique ayant reçu respectivement 13 et 11 battle stars.

## Caractéristiques
Le déplacement, de 9 100 tonnes anglaises, respectait les stipulations du traité naval de 1922, pour une coque de 178,50 m hors-tout, avec un maitre-bau de 19,80 m, soit un rapport longueur-largeur de 9, un peu inférieur à celui de la précédente classe de croiseurs d'éclairage, la classe Omaha, mise en service au début des années 1920 dont la vitesse maximale de 35 nœuds était supérieure de 2,5 nœuds à celle de la classe Pensacola.

### Armement
Comme les quatre autres puissances signataires du traité, les États-Unis ont choisi de doter leurs nouveaux croiseurs du calibre maximal autorisé de 203 mm, mais le nouveau canon n'a été mis au point qu'en 1925 seulement.
D'un poids de 30 tonnes, tirant des obus de 118 kg, à la cadence de trois par minute, jusqu'à plus de 30 000 mètres grâce à une vitesse initiale de 853 m/s, il permettait d'engager, par temps clair, des croiseurs légers à des distances où ceux-ci ne pouvaient pas riposter. Mais pour loger une batterie de quatre tourelles, comme l'avaient fait les marines du Royaume-Uni, de France ou d'Italie, il a fallu que les tourelles fussent doubles, et les pièces montées sur un berceau unique, avec un entraxe de 1,17 m. Mais pour faire face aux croiseurs japonais, qui, à partir de 1924, portaient une batterie de 10 pièces, il fallut se résoudre à ce que les tourelles centrales superposées, fussent triples. La faiblesse de l'entraxe a provoqué une dispersion assez forte des salves pour les tirs à longue portée, et l'accumulation de poids dans les hauts, avec ces tourelles triples superposées a prédisposé les croiseurs de cette classe à souffrir d'un roulis excessif, de sorte que cette disposition, assez exceptionnelle, n'a pas été reproduite en ce qui concerne les "croiseurs du traité".
L'armement secondaire, destiné à repousser les attaques de torpilleurs comptait quatre affûts simples de 127 mm/25 calibres, et six tubes lance-torpilles de 533 mm. La Défense Contre Avions reposait sur des mitrailleuses simples de 12,7 mm, et sur quatre affûts quadruples de 28 mm, à partir de 1941.
Des installations aéronautiques, catapulte et grue, étaient installées, sans hangar, entre les cheminées, pour mettre en œuvre deux hydravions.

### Protection
Le blindage avec une ceinture blindée comprise entre 63,5 mm à hauteur des machines, et 102 mm à hauteur des magasins de munitions, permettait d'affronter le feu d'un croiseur léger armé de canons de 130 mm, à mi-portée. Pour cette faiblesse de leur blindage, les deux unités furent classées dans la catégorie des croiseurs légers (CL) jusqu'en juillet 1931, où ils furent reclassés "croiseurs de classe A" (CA) en application du traité naval de Londres de 1930, en raison du calibre de leur artillerie principale qui dépassait 155 mm.

### Modernisation
Pendant la guerre, les modifications ont porté sur l'adjonction de radars, d'abord sur l'USS Pensacola, l'installation de quatre affûts simples supplémentaires de 127 mm/25 calibres, ensuite le remplacement des affûts quadruples de 28 mm par des affûts multiples de 40 mm Bofors, et des canons simples de 20 mm Oerlikon antiaériens, remplacés ultérieurement par des affûts doubles. Un développement des installations aéronautiques pour accueillir quatre hydravions plus récents intervint en 1945.

## Navires
| Nom            | Numéro | Chantier naval                    | Lancement       | Mise en service  | Fin de service          |
| -------------- | ------ | --------------------------------- | --------------- | ---------------- | ----------------------- |
| Pensacola      | CA-24  | New York Navy Yard                | 25 avril 1929   | 6 février 1930   | retiré le 26 août 1946  |
| Salt Lake City | CA-25  | New York Shipbuilding Corporation | 23 janvier 1929 | 11 décembre 1929 | détruit le 18 juin 1948 |

## Service
Les deux croiseurs de la classe Pensacola ont participé à la guerre du Pacifique de bout en bout.
Ils ont au début de 1942 fait partie des escortes de porte-avions, notamment de la classe Yorktown lors des attaques contre des positions japonaises, ou lors du raid sur Tokyo, pour l'USS Salt Lake City, ou en mer de Corail en s'efforçant de secourir l'USS Yorktown, et au large des îles Santa Cruz, l'USS Hornet, pour l'USS Pensacola. L'USS Salt Lake City a été endommagé à la bataille du Cap Espérance et l'USS Pensacola à la bataille de Tassafaronga puis l'USS Salt Lake City derechef à la bataille des îles du Commandeur.
Réparés, ils ont pris part aux opérations, dans le Pacifique central, jusqu'à Okinawa, et ont reçu 13 battle stars pour l'USS Pensacola et 11 pour l'USS Salt Lake City.
Ils ont été détruits après avoir servi de cible contre la bombe atomique à Bikini.